# Annabella Sciorra
Annabella Sciorra est une actrice et productrice américaine, née le 29 mars 1960 à Wethersfield, dans le Connecticut (États-Unis).

## Biographie
Son père est un immigrant italien, vétérinaire de profession, et sa mère une femme de ménage.
Annabella Sciorra fonde une compagnie de théâtre à 21 ans.
Elle est connue pour avoir partagé l'affiche avec Wesley Snipes de Jungle Fever, film réalisé par Spike Lee en 1991. Elle fait face à Rebecca De Mornay dans La Main sur le berceau et incarne Gloria Trillo, la maîtresse de Tony Soprano dans la série Les Soprano (rôle qui lui vaut une nomination pour un Emmy Award en 2001). Elle est également actrice et productrice associée de Nos funérailles, d'Abel Ferrara.

### Affaire Harvey Weinstein
Elle raconte avoir été violée, au début des années 1990, par Harvey Weinstein, et en témoigne à son procès en janvier 2020.

### Vie privée
Elle a été mariée à l'acteur Joe Petruzzi de 1989 à 1993.

## Filmographie

### Cinéma
- 1989 : True Love de Nancy Savoca : Donna
- 1990 : Affaires privées (Internal Affairs) : Heather Peck
- 1990 : Cadillac Man : Donna
- 1990 : Le Mystère von Bülow (Reversal of Fortune) de Barbet Schroeder : Sarah
- 1991 : La Manière forte (The Hard Way) : Susan
- 1991 : Jungle Fever de Spike Lee : Angie Tucci
- 1992 : La Main sur le berceau (The Hand That Rocks the Cradle) : Claire Bartel
- 1992 : Intimes Confessions (Whispers in the Dark) : Ann Hecker
- 1993 : Chassé-croisé (The Night We Never Met) : Ellen Holder
- 1993 : Romeo Is Bleeding : Natalie Grimaldi
- 1993 : Mr. Wonderful : Leonora
- 1995 : The Cure : Linda
- 1995 : The Addiction d'Abel Ferrara : Casanova
- 1996 : Témoin innocent (The Innocent Sleep) : Billie Hayman
- 1996 : Underworld (en) : Dr. Leah
- 1996 : Nos funérailles (The Funeral) d'Abel Ferrara : Jean
- 1997 : Highball : Molly
- 1997 : Little City : Nina
- 1997 : Destination Anywhere (vidéo) : Dorothy
- 1997 : Copland : Liz Randone
- 1997 : Mr. Jealousy : Ramona Ray
- 1998 : New Rose Hotel d'Abel Ferrara : Madame Rosa
- 1998 : Au-delà de nos rêves (What Dreams May Come) : Annie Collins-Nielsen
- 2000 : Sam the Man : Cass
- 2000 : À visage découvert (Above Suspicion) : Lisa Stockton
- 2000 : King of the Jungle (en) de Seth Zvi Rosenfeld : Mermaid
- 2000 : Once in the Life : Maxine
- 2001 : Domenica : Betibù
- 2004 : Esprit libre (Chasing Liberty) : Cynthia Morales
- 2004 : American Crime (vidéo) : Jane Berger
- 2005 : 12 and Holding : Carla Chung
- 2006 : Jugez-moi coupable de Sidney Lumet : Bella DiNorscio
- 2006 : Marvelous : Lara
- 2014 : Don Peyote de Dan Fogler et Michael Canzoniero
- 2015 : Alto : Sofia Del Vecchio
- 2016 : Le Combat final : Mary

### Télévision
- 1988 : The Fortunate Pilgrim (série télévisée) : Octavia
- 1991 : Femmes sous haute surveillance (Prison Stories: Women on the Inside) (téléfilm) : Nicole
- 1995 : Favorite Deadly Sins (téléfilm) : Brenda
- 1997 : Asteroïde : Points d'impact (Asteroids: Deadly Impact) (téléfilm) : Dr. Lily McKee
- 2001 : Jenifer (téléfilm) : Meredith Estess
- 2001 - 2004 : Les Soprano (série télévisée) : Gloria Trillo
- 2003 : Queens Supreme (série télévisée) : Juge Kim Vicidomini
- 2004 : Ma vie volée (Identity Theft: The Michelle Brown Story) (téléfilm) : Connie Volkos
- 2004 : The Madam's Family: The Truth About the Canal Street Brothel (téléfilm) : Jeanette Maier
- 2005 : New York, cour de justice (Law & Order: Trial by Jury) (saison 1, épisode 1) : Maggie Dettweiler
- 2005 - 2006 : New York, section criminelle (Law & Order: Criminal Intent) (saison 5, épisodes 2, 4, 6, 7, 8, 10, 12, 14, 16, 18, 20 et 22) : Inspecteur Carolyn Barek
- 2007 : Urgences (ER) (série télévisée) : Diana Moore
- 2007 : The L Word (série télévisée, 13 épisodes) : Kate Arden
- 2009 : Mental (série télévisée) : Nora Skoff
- 2013 : Les Experts : Nancy Brass
- 2014 :  Taxi Brooklyn (série télévisée) : Jeanette Vandercroix
- 2018 : Luke Cage : Rosalie Carbone
- 2018 : Daredevil : Rosalie Carbone
- 2021 : New York, unité spéciale (saison 22, épisode 7) : lieutenant Carolyn Barek
- 2021 : Blacklist : Michaela Belucci
- 2022- :Tulsa King : Joanne Manfredi

### Productrice
- 1996 : Nos funérailles (The Funeral)

## Voix françaises

### En France
- Marie Vincent dans :
  - La Manière forte (1991)
  - Jungle Fever (1991)
  - La Main sur le berceau (1992)

- Déborah Perret dans : 
  - Mr. Wonderful (1993)
  - Nos funérailles (1996)
  - Jugez-moi coupable (2006)

- Juliette Degenne dans :
  - Copland (1997)
  - FBI : Opérations secrètes (2004)

- Danièle Douet dans : 
  - Ma vie volée (2004)
  - La Maison des trahisons (2004)

- Ariane Deviègue dans :
  - Les Soprano (2002-2004)
  - 12 and Holding (2005)

- Frédérique Tirmont dans : 
  - New York, section criminelle (2005-2006)
  - Urgences (2007)

- Françoise Cadol dans :
  - New York, cour de justice (2005)
  - The L Word (2007)

- Anne Rondeleux dans :
  - À visage découvert (2000)
  - The Whole Truth (2010)

- Brigitte Virtudes dans : 
  - The Good Wife (2012)
  - Blue Bloods (2013)

- Nathalie Régnier dans :
  - Chassé-croisé (1993)
  - Bull (2017)

- Anne Massoteau dans :
  - Truth Be Told : Le Poison de la vérité (2019-2020)
  - Blacklist (2021)

- Et aussi :
  - Françoise Dasque dans Cadillac Man (1990)
  - Laurence Crouzet dans Le Mystère von Bülow (1990)
  - Véronique Augereau dans Intimes Confessions (1992)
  - Michèle Buzynski dans Romeo Is Bleeding (1993)
  - Céline Monsarrat dans Jenifer (2001)
  - Blanche Ravalec dans Les Soprano (2001)
  - Sophie Riffont dans Esprit libre (2004)
  - Ivana Coppola dans American Crime (2004)
  - Frédérique Cantrel dans Mental (2009)
  - Laurence Breheret dans Le Noël de mes 10 ans (2014)
  - Isabelle Gardien dans Liés à jamais (2015)
  - Patricia Spehar dans Les Baronnes (2019)